# Плесьно (Любуське воєводство)
Плесьно (пол. Pleśno) — село в Польщі, у гміні Ґубін Кросненського повіту Любуського воєводства.
Населення — 139 осіб (2011).
У 1975-1998 роках село належало до Зеленогурського воєводства.

## Демографія
Демографічна структура станом на 31 березня 2011 року:
|          | Загалом | Допрацездатний вік | Працездатний вік | Постпрацездатний вік |
| -------- | ------- | ------------------ | ---------------- | -------------------- |
| Чоловіки | 75      | 25                 | 47               | 3                    |
| Жінки    | 64      | 17                 | 40               | 7                    |
| Разом    | 139     | 42                 | 87               | 10                   |